# Дајр ез Заур (покрајина)
Дајр ез Заур (арап. مُحافظة دير الزور‎‎ - Muḥāfaẓat Dayr az-Zawr) је покрајина на истоку Сирије. Покрајина се на западу граничи са покрајинама Рака и Хомс, на југу и истоку са Ираком, а на сјеверу са покрајином Хасака. Административно сједиште покрајине је град Дајр ез Заур.
Други већи градови су Букамал и Мејадин.

## Окрузи покрајине
Окрузи носе имена по својим својим административним сједиштима, а покрајина Дајр ез Заур их има 3 и то су:
- Букамал
- Дајр ез Заур
- Мејадин